# Жеда
Жедайс Капушо Невес (порт. Jedaias Capucho Neves; 15 апреля 1979, Сантарен, Пара), более известный под именем Жеда (порт. Jeda) — бразильский футболист, нападающий. Имеет паспорт гражданина Италии.

## Карьера
Жеда начал свою карьеру в клубе «Униао Сан-Жоан», где провёл 1 сезон, сыграв в 12 матчах и забив 1 гол. После участия в составе юношеской команды клуба в турнире Вияреджо, Жеда перешёл в клуб «Виченца». В составе этой команды он дебютировал в серии А, где провёл 11 матчей и забил 1 мяч (в игре с «Лацио», в которой его клуб проиграл 1:2). В следующем сезоне клуб вылетел в серию В. Там Жеда провёл 3 игры и перешёл, на правах аренды, в «Сиену». В этом клубе бразилец сыграл в 15 матчах и забил 4 гола, чем помог «Сиене» сохранить «прописку» во втором итальянском дивизионе.
Летом 2002 года Жеда вернулся в «Виченцу». Там он стал твёрдым игроком стартового состава, проведя 8 голов в 35 играх. Первую половину сезона 2003/04 Жеда провёл в «Виченце», которая выбрала курс на омоложение состава, лишившись части игроков. Он провёл за этот период 23 матча и забил 6 голов. 20 января 2004 года бразилец перешёл в «Палермо», выкупившее 50% прав на футболиста . Там он провёл половину сезона, сыграв в 17 матчах и забив 3 гола.
Летом 2004 года Жеда перешёл в «Пьяченца», где провёл 18 и забил 3 гола. В январе 2005 года он был арендован «Катанией», где забил 6 голов в 19 играх. В сезоне 2005/2006 Жеда играл за «Кротоне» и стал лучшим бомбардиром команды с 15-ю голами. В июле 2006 года бразилец перешёл в «Римини», клуб, стремившийся выйти в серию А. Там он провёл два сезона, сыграв в 58 играх и забив 25 голов.
8 января 2008 года Жеда был куплен клубом «Кальяри», заплатившим за трансфер форварда 2,5 млн евро. Контракт с нападающим был подписан до 2011 года. В первом сезоне в команде Жеда провёл 20 игр и забил 3 гола. В сезоне 2008/09 бразилец стал твёрдым игроком основы команды, забив 11 голов; также он часто ассистировал лучшему бомбардиру команды Роберту Аквафреске. В сезоне 2009/10 Жеда вновь играл второго форварда: первым нападающим стал Алессандро Матри. Сам бразилец забил 8 голов, большую часть из которых после ударов головой.
31 августа 2010 года Жеда перешёл в «Лечче». 17 августа 2011 года он отправился в аренду в клуб «Новара».